# Jordbærkløver
Jordbærkløver (Trifolium fragiferum), ofte skrevet jordbær-kløver, er en flerårig, 10-25 cm lang nedliggende plante i ærteblomst-familien. Arten er udbredt i Europa, Nordafrika og Vestasien. Jordbærkløver kan ligne hvidkløver, men efter afblomstringen bliver det ofte rødlige bæger oppustet og kan minde om et jordbær.
I Danmark er jordbærkløver almindelig på strandenge. Blomstringen sker i juli og august.